# Coptodactyla depressa
Coptodactyla depressa là một loài bọ cánh cứng trong họ Bọ hung (Scarabaeidae).